# Frankfurter Allgemeine Zeitung

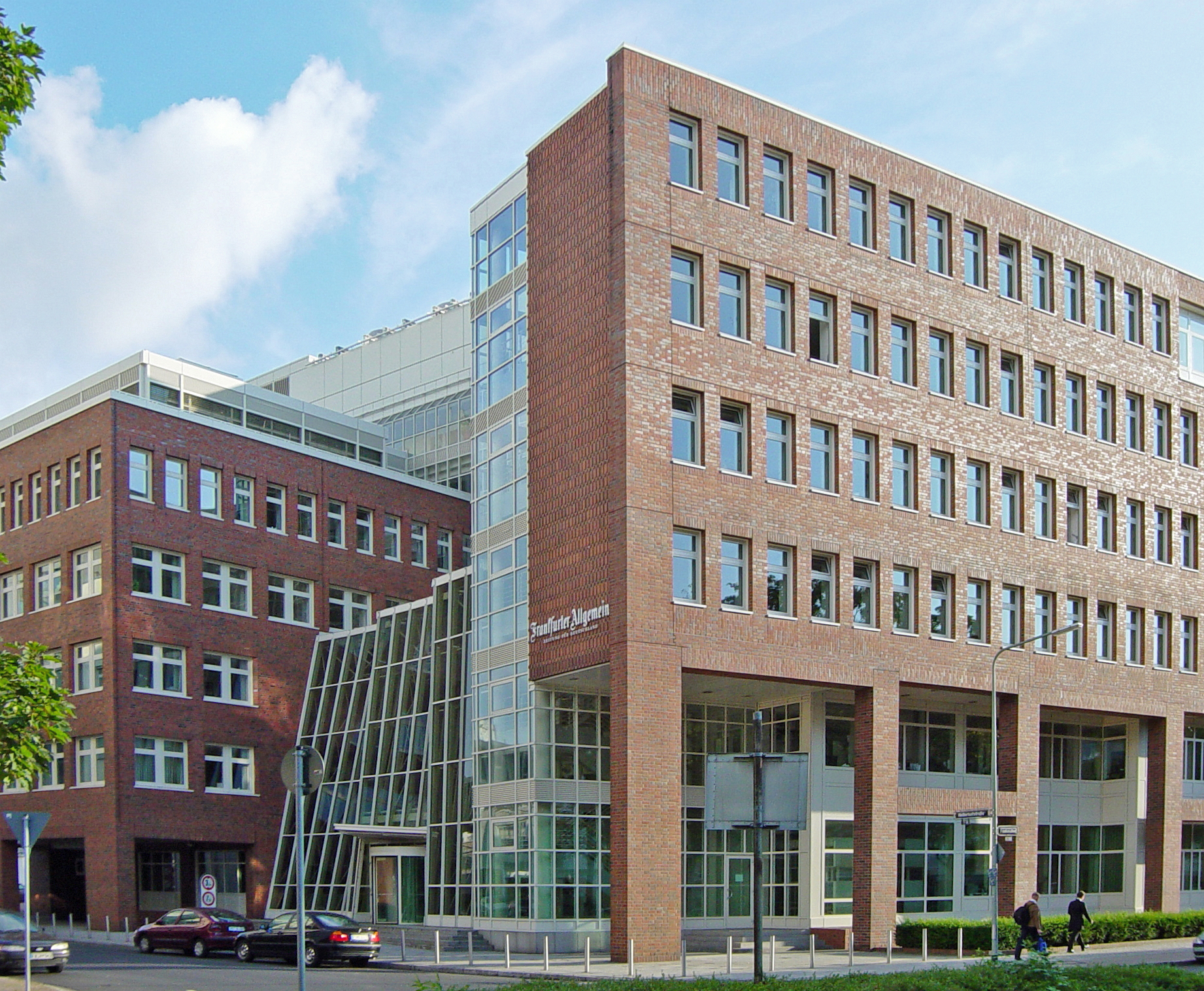
Redazione, Hellerhofstrasse 9, Francoforte sul Meno

Il Frankfurter Allgemeine Zeitung (FAZ) è un quotidiano tedesco, fondato nel 1949 con sede a Francoforte sul Meno.

## Storia
Politicamente posto su posizioni di centro-destra, conservatrici e liberali, il quotidiano rappresenta un punto di riferimento per uomini d'affari e intellettuali che apprezzano in particolare il supplemento letterario, il Feuilleton. Il Faz gode di un'ampia diffusione all'estero e dispone di una delle più grosse reti di corrispondenti, il che lo rende largamente indipendente dalle agenzie di stampa. L'edizione domenicale si chiama Frankfurter Allgemeine Sonntagszeitung. Ha avuto una particolarità storica: fino al 2007 soltanto in 33 occasioni la prima pagina è stata accompagnata da una fotografia.
Il secondo sabato del mese esce in allegato con una rivista di costume dal nome Frankfurter Allgemeine Magazin. Fino al 2020 anche l'edizione del venerdì è stata accompagnata da un allegato, il settimanale politico Frankfurter Allgemeine Woche, che ha poi cessato le pubblicazioni. 
Particolarità del quotidiano è l'assenza di un direttore fisso. Le funzioni di quest'ultimo sono assolte da quattro Herausgeber (curatori editoriali) che coordinano il lavoro della redazione centrale e dei corrispondenti secondo principi di collegialità. A ogni Ressort (servizio) è poi affidato un caporedattore politico, economico, sportivo o del Feuilleton. La produzione online è invece coordinata da un caporedattore fisso e da un redattore responsabile.

## Principali firme
- Tobias Piller, corrispondente da Roma
- Marcel Reich-Ranicki, fino al 2013 critico letterario e coordinatore delle pagine culturali
- Jasper von Altenbochum, caporedattore per la politica interna
- Florian Illies, responsabile del Feuilleton fino al 2004
- Patrick Bahners, corrispondente per il Feuilleton da Colonia
- Andreas Platthaus, responsabile delle pagine letterarie dal 2016
- Joachim Fest, già condirettore fino al 1993
- Volker Reiche, autore della striscia comica Strizz pubblicata dal 2002 al 2010 e ancora dal 2015
- Greser&Lenz, vignettisti
- Karl Feldmeier, fino al 2004 corrispondente politico prima da Bonn e poi da Berlino
- Georg Paul Hefty, dal 1976 al 1993 corrispondente dall'Ungheria, poi editorialista fino al 2012
- Hans Dietmar Barbier, redattore per la Borsa di Francoforte fino al 1974, poi dal 1986 al 2002 capo della redazione economica. Dal pensionamento alla scomparsa curò la rubrica Zur Ordnung.
- Karl Friedrich Fromme, caporedattore per la politica interna fino al 1997, curò anche le sezioni di politica giudiziaria
- Heinz Joachim Fischer, dal 1976 vaticanista e dal 1978 al 2009 corrispondente dall'Italia